# Bahnstrecke Kralupy nad Vltavou–Velvary
| Kursbuchstrecke (SŽ): | 111                  |                                                      |                                                      |
| Streckenlänge: | 9,74 km              |                                                      |                                                      |
| Spurweite: | 1435 mm (Normalspur) |                                                      |                                                      |
| Streckengeschwindigkeit: | 50 km/h              |                                                      |                                                      |
| |                      |                                                      |                                                      |
| \| \| \| von Praha Masarykovo n. (vorm. Nördliche Staatsbahn) \| \| \| \| 0,000 \| Kralupy nad Vltavou früher Kralup \| 180 m \| \| \| \| nach Děčín hl.n. (vorm. Nördliche Staatsbahn) \| \| \| \| \| nach Kladno (vorm. BEB) \| \| \| \| 2,503 \| Kralupy nad Vltavou předměstí \| 185 m \| \| \| \| nach Podlešín (vorm. StEG) \| \| \| \| ~5,4 \| Olovnice zastávka \| 245 m \| \| \| ~7,9 \| Velká Bučina \| 220 m \| \| \| 9,744 \| Velvary früher Welwarn \| 185 m \| |                      |                                                      |                                                      |
| Strecke |                      | von Praha Masarykovo n. (vorm. Nördliche Staatsbahn) | von Praha Masarykovo n. (vorm. Nördliche Staatsbahn) |
| Bahnhof | 0,000                | Kralupy nad Vltavou früher Kralup                    | 180 m                                                |
| Abzweig geradeaus und nach rechts |                      | nach Děčín hl.n. (vorm. Nördliche Staatsbahn)        | nach Děčín hl.n. (vorm. Nördliche Staatsbahn)        |
| Abzweig geradeaus und nach links |                      | nach Kladno (vorm. BEB)                              | nach Kladno (vorm. BEB)                              |
| Bahnhof | 2,503                | Kralupy nad Vltavou předměstí                        | 185 m                                                |
| Abzweig geradeaus und nach links |                      | nach Podlešín (vorm. StEG)                           | nach Podlešín (vorm. StEG)                           |
| Haltepunkt / Haltestelle | ~5,4                 | Olovnice zastávka                                    | 245 m                                                |
| Haltepunkt / Haltestelle | ~7,9                 | Velká Bučina                                         | 220 m                                                |
| Kopfbahnhof Streckenende | 9,744                | Velvary früher Welwarn                               | 185 m                                                |

Die Bahnstrecke Kralupy nad Vltavou–Velvary ist eine regionale Eisenbahnverbindung in Tschechien, die ursprünglich durch die priv. Österreichisch-ungarische Staatseisenbahngesellschaft (StEG) als Lokalbahn Kralup–Welwarn erbaut und betrieben worden ist. Sie verläuft in Mittelböhmen von Kralupy nad Vltavou nach Velvary.

## Geschichte

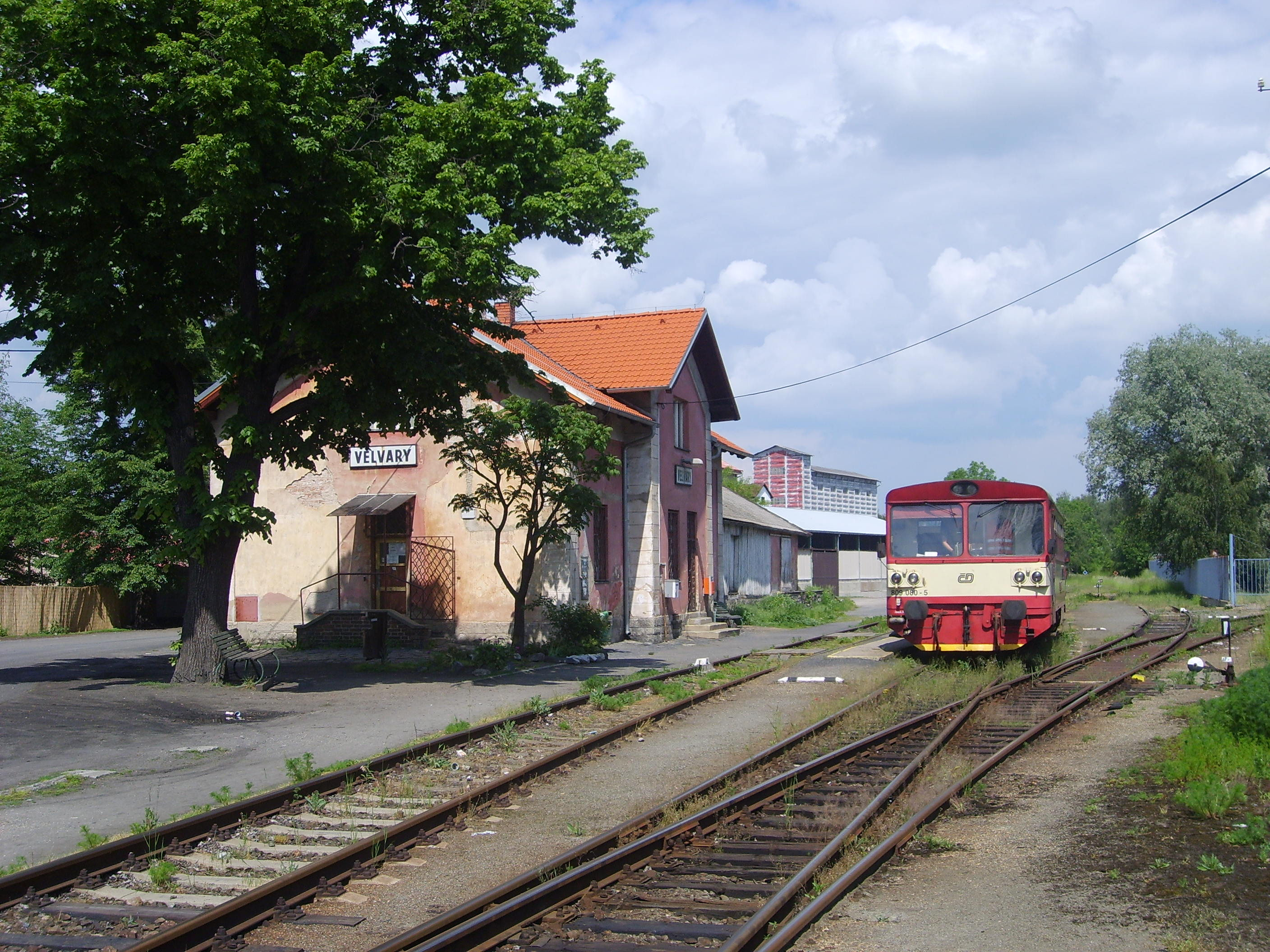
Bahnhof Velvary

Am 11. März 1883 wurde der StEG das Recht zum Baue und Betriebe der nachstehenden von ihrer nördlichen Hauptlinie abzweigenden als normalspurige Localbahnen auszuführenden Eisenbahnlinien: ... von der Station Kralupp nach Welwarn... verliehen. Eröffnet wurde die Strecke am 18. Oktober 1882.
Nach der Verstaatlichung der StEG ging die Strecke am 1. Januar 1908 an die k.k. österreichischen Staatsbahnen kkStB über. Nach dem Ersten Weltkrieg traten an deren Stelle die neu gegründeten Tschechoslowakischen Staatsbahnen ČSD.
Der Fahrplan 2008 sieht werktags insgesamt 16 tägliche Reisezugpaare vor, die in einem angenäherten Einstundentakt verkehren.

## Fahrzeugeinsatz
Heute wird der Zugverkehr ausschließlich mit zweiachsigen Triebwagen der Baureihe 810 abgewickelt.